# 三国峠 (大分県)
三国峠（みくにとうげ）は、大分県豊後大野市にある峠。

## 概要
大分県南部の豊後大野市と佐伯市との境付近にある峠で、最高地点の標高は630 m。日本の百名峠、大分百景、及び、みえまち観光12名所に選定されている。北側の内山観音からこの峠にかけての道沿いには約千本の桜が植えられており、開花期には花見客でにぎわう。
江戸時代に臼杵藩、岡藩、佐伯藩の3藩の境界に当たったことから、三国峠という名が付けられた。西南戦争では、激戦が行われた地のひとつで、薩摩軍の陣地を示す標柱や兵士の墓碑が残され、戦死者を祀る三国神社が建立されている。
1970年には三国峠越えの峠道が国道326号に指定された。その後の路線の道路改良により、1982年には三国峠の下を通る全長1,176 mの三国トンネルと小木浦トンネルが開通して国道326号の本道となり、峠道は旧道となった。